# Hugues Bayet
Hugues Bayet (ur. 12 kwietnia 1975 w Dinant) – belgijski i waloński polityk i samorządowiec, działacz młodzieżowy, poseł do Parlamentu Walońskiego, wspólnotowego i federalnego, deputowany do Parlamentu Europejskiego VIII kadencji.

## Życiorys
Ukończył w 1999 studia z zakresu nauk poświęconych pracy na Université Libre de Bruxelles. Od 1995 pracował w organizacjach i instytucjach zajmujących się sprawami młodzieży, był m.in. przewodniczącym jednej z rad młodzieży francuskojęzycznej. Zaangażował się w działalność polityczną w ramach walońskiej Partii Socjalistycznej. W 2000 uzyskał mandat radnego Farciennes, w latach 2002–2006 pracował w kancelarii premiera rządu regionalnego, następnie został szefem gabinetu walońskiego ministra spraw społecznych. Rok później minister Marc Tarabella powierzył mu stanowisko zastępcy dyrektora ds. młodzieży. W 2006 Hugues Bayet objął urząd burmistrza miejscowości Farciennes. W 2009 został wybrany na posła Regionu Walońskiego i wspólnoty francuskiej Belgii.
W 2014 z listy swojego ugrupowania uzyskał mandat eurodeputowanego VIII kadencji. W kolejnych wyborach w 2019 został natomiast wybrany do federalnej Izby Reprezentantów (reelekcja w 2024).